# Stående figur

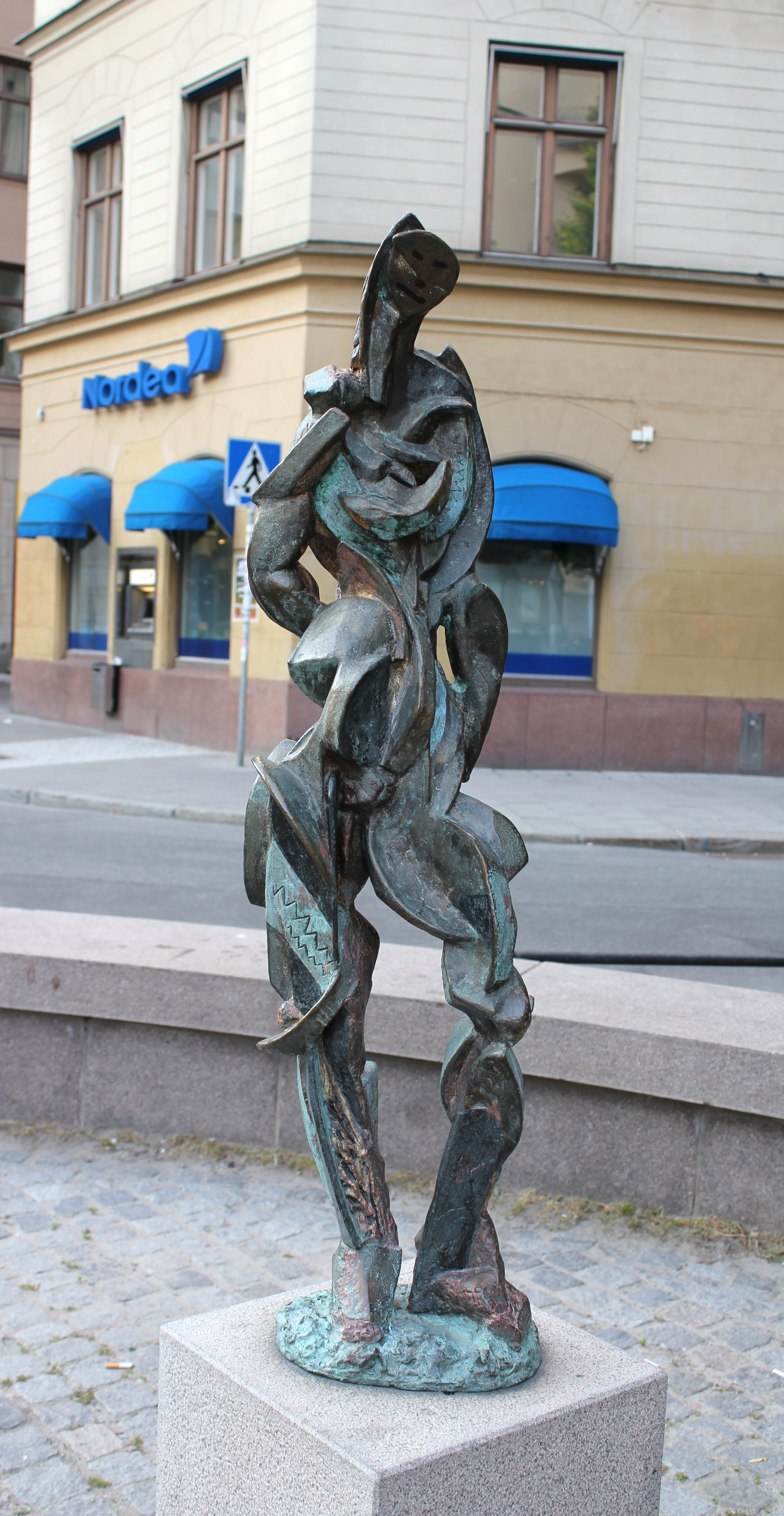
Stående figur av Rune Rydelius

Stående figur är ett konstverk av Rune Rydelius.
Skulpturen står sedan 1998 på Katarina Bangata vid Götgatan i stadsdelen Södermalm i Stockholm.